# أندي جاكسون
أندي جاكسون (بالإنجليزية: Andy Jackson)‏ (9 يناير 1988 في المملكة المتحدة - ) هو لاعب كرة قدم بريطاني في مركز الهجوم. شارك مع منتخب جمهورية أيرلندا تحت 17 سنة لكرة القدم ومنتخب جمهورية أيرلندا تحت 21 سنة لكرة القدم. أما مع النوادي، فقد لعب مع سانت جونستون ونادي بريتشين سيتي ونادي اربوراث وفورفار أثلتيك ‏ ونادي كاودينبيث لكرة القدم ونادي غرينوك مورتون.

## وصلات خارجية
- أندي جاكسون على موقع قاعدة بيانات كرة القدم.إي يو (الإنجليزية)
- أندي جاكسون على موقع Soccerbase.com (لاعب) (الإنجليزية)